# پیستون

سازوکار پیستون در سیلندر یک موتور رفت‌وبرگشتی، بخشی که به رنگ آبی سیر دیده می‌شود میله شاتون است.

پیستون (به انگلیسی: Piston) یکی از اجزای اصلی موتور خودرو و موتورهای مشابه است. می‌توان آن را مثل یک استوانهٔ فلزی در نظر گرفت که داخل سیلندر بالا و پایین می‌رود. وقتی مخلوط سوخت و هوا در سیلندر می‌سوزد، فشار زیادی ایجاد می‌شود و این فشار پیستون را به سمت پایین هل می‌دهد. حرکت پیستون به وسیلهٔ شاتون به میل‌لنگ منتقل می‌شود و میل‌لنگ هم این حرکت خطی را به حرکت چرخشی تبدیل می‌کند، چیزی که در نهایت باعث چرخیدن چرخ‌های خودرو می‌شود. بنابراین، پیستون نقش واسطه‌ای را دارد که انرژی حاصل از سوختن بنزین را می‌گیرد و به حرکت مکانیکی قابل استفاده برای خودرو تبدیل می‌کند.
به تعریفی دقیق‌تر، پیستون جزئی از موتورهای رفت و برگشتی، پمپ‌ها و کمپرسورهای رفت‌وبرگشتی و استوانه‌های پنوماتیکی و سازوکارهای مشابه است. پیستون، در این سازوکارها، بخش متحرکی است که در درون یک سیلندر قرار می‌گیرد. نقش پیستون در موتورها، انتقال نیرو از گازهای در حال انبساط در درون سیلندر به میل‌لنگ با به‌کارگیری یک میلهٔ رابط (شاتون) است. در پمپ‌ها و کمپرسورها، نقش پیستون وارونه شده و نیرو از میل‌لنگ به پیستون منتقل می‌شود تا سیال داخل سیلندر را فشرده یا تخلیه نماید.
با احتراق مخلوط سوخت و هوا، فشار ناشی از انبساط گاز پیستون را به حرکت درآورده و نیروی تولیدشده نهایتاً به چرخ خودرو انتقال می‌یابد  . پیستون باید طوری طراحی شود که وزن کمی داشته باشد تا اینرسی را کاهش دهد، در عین حال مقاومت‌پذیر باشد و بتواند اصطکاک کم و تحمل دمای بالا و نیروهای انفجاری داخل سیلندر را داشته باشد .

## جنس پیستون

برشی از یک موتور پیستونی

پیستون‌های چدنی سنگین بوده و توان وزنی موتور را کاهش می‌دهند همین‌طور چدن دارای ضریب انبساط حجمی پائین بوده و در عین حال دارای ضریب انتقال حرارت پائینی است. پیستون‌های آلومینیومی سبک بوده و ضمن افزایش شتاب موتور و توان وزنی از ضریب انتقال حرارت خوبی نیز برخوردار است. تنها ضعف پیستون‌های آلومینیومی بالا بودن ضریب انبساط حجمی آن‌ها است.
برای ساخت پیستون‌ها، معمولاً از چدن، فولاد ریخته‌گری یا آلیاژهای آلومینیوم استفاده می‌شود.

## اجزای اصلی
پیستون یکی از اجزای اساسی موتورهای رفت‌وبرگشتی همچون موتورهای بنزینی و دیزلی است که نقش کلیدی در فشرده‌سازی مخلوط سوخت و هوا و تبدیل انرژی شیمیایی به حرکت مکانیکی دارد . به‌طور ساده، پیستون یک دیسک فلزی رفت‌وبرگشتی است که در داخل سیلندر عمل می‌کند و با کمک شاتون، حرکت خطی خود را به میل‌لنگ منتقل می‌کند.
1. تاج پیستون
2. دامن پیستون
3. شیار رینگ‌ها
4. سوراخ گژنپین
5. جا رینگی

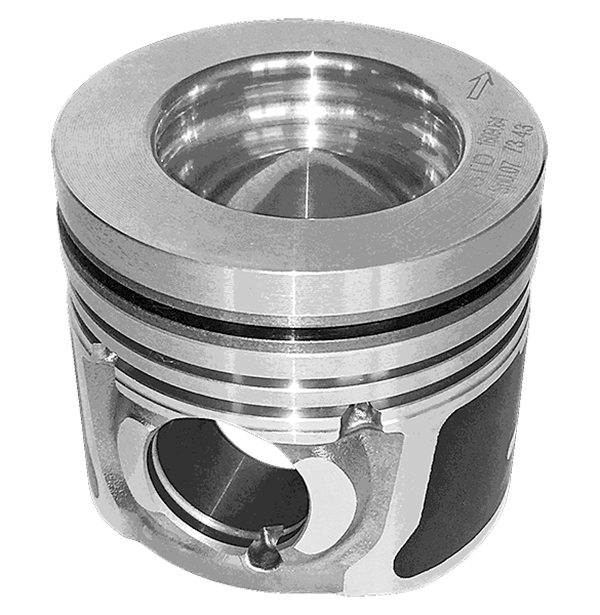
دامن پیستون و تاج پیستون بر سر آن.

مهم‌ترین بخش‌ها شامل سر پیستون است که مستقیماً با گازهای ناشی از احتراق در تماس قرار می‌گیرد و باید در برابر فشار و دما مقاوم باشد. دامن یا بدنه پیستون بخش استوانه‌ای آن است که درون سیلندر حرکت می‌کند و سطح تماس اصلی با جداره سیلندر را دارد. شیارهای رینگ روی دامنه قرار گرفته‌اند و محل نصب رینگ‌های پیستون هستند؛ رینگ‌ها وظیفهٔ آب‌بندی، جلوگیری از نشت گازهای احتراق و همچنین پخش یکنواخت روغن را بر عهده دارند. سوراخ گژن‌پین یا محل نصب پین هم در قسمت پایین پیستون تعبیه شده که پیستون را به شاتون متصل می‌کند و امکان حرکت رفت‌وبرگشتی آن را فراهم می‌آورد.
این اجزا به‌گونه‌ای طراحی می‌شوند که هم وزن کمی داشته باشند و هم مقاومت لازم در برابر فشار و دمای بسیار بالا را تأمین کنند، چون کوچک‌ترین نقص در هرکدام می‌تواند عملکرد کل موتور را مختل کند.